# Leon Weliczker Wells
Leon Weliczker Wells (geboren 10. März 1925 in Stojanów, Polen; gestorben 19. Dezember 2009 in Fort Lee, New Jersey) war ein polnisch-US-amerikanischer Ingenieur. Zwischen 1942 und 1944 war er im Zwangsarbeitslager Lemberg-Janowska inhaftiert. In einem Sonderkommando 1005 musste er die Leichen von NS-Opfern verbrennen; durch Flucht überlebte er den Holocaust.

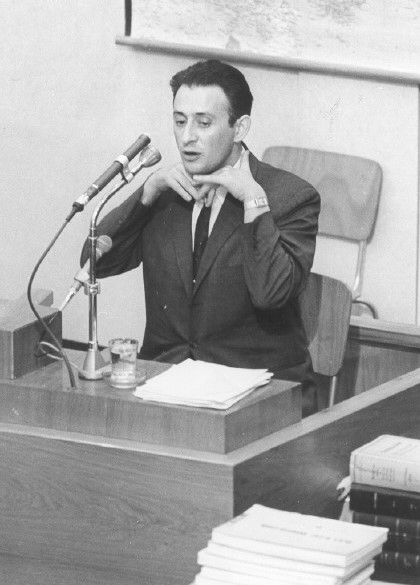
Leon Weliczker Wells beim Eichmann-Prozess 1961

## Leben
Leon Weliczkers jüdischer Vater war Holzhändler in Stojanów, einem Ort an der Grenze Polens zur Sowjetunion, und zog 1936 mit seiner Familie in die Provinzhauptstadt Lemberg. Nach der deutschen Eroberung Polens wurde Galizien im Herbst 1939 aufgrund des Hitler-Stalin-Paktes von der Sowjetunion besetzt, und der Vater wurde als „Kapitalist“ enteignet. Im Juni 1941 bewarben sich Weliczker und seine Schwester für ein Studium an der Universität Moskau, aber zu Beginn des Deutsch-Sowjetischen Krieges wurde Lemberg von den Deutschen besetzt und es begann dort die Judenvernichtung. Weliczkers Familie wurde ghettoisiert und zur Zwangsarbeit gezwungen. Leon wurde im Lemberger Zwangsarbeitslager Janowska-Straße gefangen gehalten und entging, als er entkräftet und krank war, im Juni 1942 nur knapp einer Erschießungsaktion. Er konnte fliehen und hielt sich bis Dezember 1942 in Stoljanow und Radziechów auf. Danach kehrte er nach Lemberg zurück und arbeitete im nun von Hauptscharführer Grzymek zum Judenlager umbenannten Ghetto, dessen Bewohnerzahl tagtäglich durch Deportationen dezimiert wurde.
Im Juni 1943 wurde Weliczker als Insasse des Lagers Janowska-Straße im Rahmen der Aktion 1005 dem Lemberger Enterdungskommando zugeteilt, das die Opfer von Massenerschießungen wieder ausgraben, verbrennen und deren Knochenreste aussieben und zermahlen sollte. Dieses Kommando wurde auch in den umliegenden Ortschaften Bibrka, Brzuchowice, Pustomyty (Dornfeld) und Jaworiw und bis in die Gegend von Stanisławów eingesetzt, wobei die Leichen auch mit Lastwagen zu der zentralen Verbrennungsstätte transportiert wurden. Während der Haft gelang es Weliczker ein Tagebuch zu führen, das erhalten blieb. Der Großteil der Häftlinge unternahm am 19. November 1943 einen Ausbruch, wobei die meisten der Fliehenden umkamen. Ein polnischer Bauer versteckte Weliczker in einem Kellerraum unter einem Viehstall vier Monate lang zusammen mit 16 weiteren Juden. Weliczkers sechs Geschwister und seine Eltern wurden Opfer des Mordens der Deutschen und ihrer Helfer. Sein Onkel wurde am 16. November 1942 in Stojanow vom Kreishauptmann Joachim Freiherr von der Leyen ermordet. Er überlebte als einziger von 76 Mitgliedern seiner Großfamilie.
Nach der Befreiung Lembergs durch die Rote Armee im April 1944 arbeitete Weliczker im Materialwesen der Ukrainischen Eisenbahnverwaltung in Lemberg und unternahm Beschaffungsfahrten nach Kiew und Moskau. Mit dem sowjetischen Historiker Wolodymyr Bjeljajew (1909–1990) diskutierte er einen Beitrag zu einer Publikation über das Massaker an den polnischen Universitätsprofessoren in Lemberg, deren Leichen ebenfalls von dem Sonderkommando enterdet und verbrannt worden waren. Wells gibt an, dass die 38 Personen noch identifiziert wurden, bevor ihre Leichen verbrannt wurden, und nennt von diesen einige Namen: Kazimierz Bartel, Tadeusz Ostrowski, Włodzimierz Stożek und Tadeusz Boy-Żeleński.
Da Galizien nun erneut an die sowjetische Ukraine fiel, wurde die polnische Bevölkerung zwangsumgesiedelt, und Weliczker zog in das nun von Polen verwaltete Schlesien. Dort begann er ein Ingenieursstudium an der Technischen Hochschule im nunmehr polnischen Gleiwitz. Der polnische Historiker Filip Friedman bekam Weliczkers Aufzeichnungen zu lesen und ließ 1946 den Teil „Todesbrigade. Sonderkommando 1005“ auszugsweise drucken. Eine deutsche Ausgabe dieses Teils erschien 1958, eine englischsprachige Version wurde 1963 veröffentlicht.
Angesichts der Nachkriegspogrome in Krakau und Kielce zog Weliczker weiter in ein DP-Lager in der amerikanischen Besatzungszone in Deutschland und setzte sein Studium an der wiedereröffneten Technischen Hochschule München fort. In München sorgten im Juni 1947 er und seine Mithäftlinge Max Hoenig und David Manucewitz für die Verhaftung des Hauptscharführers Johann Rauch, der gemäß der Moskauer Deklaration von der amerikanischen Besatzungsmacht zur Strafverfolgung an die Volksrepublik Polen überstellt wurde. Rauchs Familie versuchte Weliczker zu einer günstigen Zeugenaussage beim Prozess in Krakau zu bewegen; Rauch wurde am 24. Juni 1949 zum Tode verurteilt. Weliczker wurde auch bei den Ermittlungen zum Nürnberger Prozess gegen die Hauptkriegsverbrecher befragt, seine Aussage steht allerdings nicht in den offiziellen Akten. Er war Ende August 1946 Zuschauer einiger Sitzungen des Nürnberger Militärgerichts. Beim Einsatzgruppen-Prozess wurde der Führer des Sonderkommandos 1005 Paul Blobel verurteilt und 1951 hingerichtet.
Weliczker promovierte 1949 in Ingenieurwissenschaften in München und wanderte danach in die Vereinigten Staaten aus. An der New York University war er bis 1953 Assistent am Courant Institute of Mathematical Sciences und war Research Fellow am Naval Research Office. Seither arbeitete er als Ingenieur in der Privatwirtschaft. Er nahm nun den Namen Leon Weliczker Wells an. Am 1. und 2. Mai 1961 wurde er beim Eichmann-Prozess in Jerusalem als Zeuge vernommen.
Wells war verheiratet und hatte drei Kinder.

## Schriften
- Brygada śmierci. Łódź 1946.
- Der Querstoss auf einen frei aufliegenden Balken. Diss., Technische Hochschule München, 1949.
- Mathematische Vorschule für Ingenieure und Naturforscher. Eine Anleitung zum selbständigen mathematischen Denken und zur Handhabung der mathematischen Lösungsmethoden. R. Oldenbourg, München 1950.
- Ein Sohn Hiobs. Übersetzung aus dem Englischen von Hans Theo Asbeck. C. Hanser, München 1963.
- The Janowska road. Macmillan, London 1963; Neuausgabe: Holocaust Library, New York 1999, ISBN 0-89604-159-X.
- mit Traut Felgentreff und Frieda Wiegand: Hophni. Sein Leben und seine Abenteuer, bis er in Pimlico zu Hause war. Langewiesche-Brandt, Ebenhausen bei München 1967
- Who speaks for the vanquished? : American Jewish leaders and the Holocaust. Einleitung Michael D. Ryan. New York : P. Lang, 1987
  - Und sie machten Politik. Die amerikanischen Zionisten und der Holocaust. Einleitung Michael D. Ryan. Übersetzung aus dem Amerikanischen Christian Quatmann. München: Knesebeck & Schuler, 1989
- Shattered faith. A Holocaust legacy. University Press of Kentucky, Lexington 1995.